# Ashley Fliehr
Ashley Elizabeth Fliehr (Charlotte (North Carolina), 5 april 1986), beter bekend als Charlotte Flair, is een Amerikaans professioneel worstelaar die sinds 2012 actief is in de World Wrestling Entertainment.
Flair gaat door als een van de meest succesvolle vrouwelijke worstelaars in de WWE. Ze is een 14-voudig Women's World Champion, waarvan een 6-voudig Raw Women's Champion, 7-voudig SmackDown Women's Champion en 1 keer het toenmalige WWE Divas Championship, waarvan zij ook de laatste titelhouder van was. Tevens is ze een 2-voudig NXT Women's Champion en een voormalige WWE Women's Tag Team Champion wat haar een Triple Crown en Grand Slam Champion maakt.
Flair is een tweede generatie worstelaar, de dochter van Ric Flair.

## Loopbaan
Op 17 mei 2012 ondertekende Fliehr een opleidingscontract met de WWE en werd naar WWE NXT verwezen om te trainen. Op 17 juli 2013 maakte ze, onder de ringnaam Charlotte, haar televisiedebuut en ze won de wedstrijd van Bayley.
Op 29 mei 2014 veroverde ze met het NXT Women's Championship haar eerste worsteltitel in haar carrière. Op 11 februari 2015 moest ze de titel afstaan aan Sasha Banks.
Haar debuut op het hoofdrooster van WWE was op 13 juli 2015, waar ze tijdens de uitzending van WWE Raw verscheen. Op 20 september 2015 won ze tijdens de Night of Champions het WWE Divas Championship door Nikki Bella te verslaan. Een maand later richtte de WWE met het WWE Women's Championship een nieuwe titel op voor de vrouwen waardoor het Divas Championship niet meer bestond. De nieuwe titel werd uitgereikt op WrestleMania 32 waarin Fliehr samen met Becky Lynch en Sasha Banks worstelde om de vacante titel. Uiteindelijk won ze de wedstrijd en werd uitgeroepen tot de nieuwe 'WWE Women's Champion'.

## Prestaties
- Pro Wrestling Illustrated
  - Feud of the Year (2016) vs. Sasha Banks
  - Rookie of the Year (2014)
  - Woman of the Year (2016)
  - Match of the Year (2023) vs. Rhea Ripley bij WrestleMania 39
  - Gerangschikt op nummer 1 van de top 50 vrouwelijke worstelaars in de PWI Female 50 in 2016
- Rolling Stone
  - Gerangschikt op nummer 2 van de 10 beste WWE-worstelaars in 2018
- Sports Illustrated
  - Gerangschikt op nummer 2 van de top 10 vrouwelijke worstelaars in 2018
- Wrestling Observer Newsletter
  - Worst Feud of the Year (2015) Team PCB vs. Team B.A.D. vs. Team Bella
- WWE
  - WWE (Raw) Women's Championship (6 keer, inaugural)
  - WWE SmackDown Women's Championship (7 keer)
  - NXT Women's Championship (2 keer)
  - WWE Divas Championship (1 keer, laatste)
  - WWE Women's Tag Team Championship (1 keer) – met Asuka
  - 5e Triple Crown Champion
  - 4e Grand Slam Champion
  - NXT Women's Championship Tournament (2014)
  - Women's Royal Rumble (2020)
  - Slammy Award (1 time)
    - Match of the Year (2024) - vs. Rhea Ripley voor het WWE SmackDown Women's Championship bij WrestleMania 39

  - WWE Year-End Award (1 keer )
    - Match of the Year (2018) vs. Becky Lynch bij Evolution